# Joan Claret Ciuró
Joan Claret Ciuró   (1946 - 9 de novembre de 2023) va ser un nedador català de salvament i socorrisme.
S'inicià en la natació el 1958 i fou campió estatal juvenil. Competí pel Club Natació Manresa (1960-65) i el Club Natació Sallent, on també fou entrenador i jugador de waterpolo. Participà en diversos Campionats del Món, en els quals aconseguí la medalla de bronze (1967) i de plata (1970) per equips. També guanyà la medalla d’or en la prova de 200 m obstacles i la de bronze en 50 m rescat de maniquí al Campionat del Món (1967). Fou primer en la classificació general de l’encontre internacional contra Castres (1968), i en l’edició del 1969 guanyà la medalla d’or en la prova de llançament de salvavides. També aconseguí èxits destacats als campionats de Catalunya i Espanya. Posteriorment competí en categoria màster amb el Club Nagi.
El novembre de 2023, Joan Claret va patir una indisposició mentre nedava a la piscina de Sallent, on cada dia feia 1.500 metres, i finalment va morir el 9 de novembre a l'hospital on era internat.